# Šuplji mlađak
Šuplji mlađak (šuplja šupaljka, lat. Corydalis cava) je biljka iz porodice makovki (Papaveraceae), rod šupaljka. Smatra se otrovnom biljkom, a rabi se u narodnoj medicini. U Hrvatskoj raste po šumama.

## Sastav
Šuplji gomolji biljke sadrže alkaloide bulbokapnin, korikavamin, korituberin, koridin, izokoridin, korikavamin, kotibulbin, izokoribulbin, koridalin, protopin, koripalmin, palmatin, korikavin i druge, ukupno svih oko 5 %.

## Djelovanje
Biljka djeluje sedativno, antispazmodički, antibiotski, analgetički, kardiotonički i vazokonstriktivno.[nedostaje izvor]

## Vanjske poveznice
- Corydalis cava PFAF Plant Database. pfaf.org. Pristupljeno 12. srpnja 2021.